# Oxira compta
Oxira compta är en fjärilsart som beskrevs av Walker 1857. Oxira compta ingår i släktet Oxira och familjen nattflyn. Inga underarter finns listade i Catalogue of Life.